# 시라노 (1990년 영화)
《시라노》(프랑스어: Cyrano de Bergerac)는 1990년 개봉한 프랑스의 코미디 드라마 영화이다. 장폴 라프노가 감독과 공동각본을 맡았으며, 에드몽 로스탕의 동명 희곡이 영화의 원작이다. 1991 세자르상 작품상·감독상, 1990 골든 글로브상 외국어 영화상 수상작이다.

## 줄거리
1640년 가스코뉴의 시인이자 펜싱 고수 시라노 드 베르주라크는 자신의 거대한 코 때문에 자의식에 시달리지만, 자존심이 센 척한다. 그는 용기와 뛰어난 검술로 많은 사람들에게 존경받고 찬사를 받는다. 그는 그의 사촌인 아름다운 록산느를 미치도록 사랑하지만, 외모 때문에 그녀가 자신을 거부할 것이라고 확신한다. 그녀의 눈에 들기 위해 파리의 오텔 뒤 부르곤뉴에서 공연 중이던 연극에 난입하고, 후작과의 결투에서 승리한다.
연극과 영화의 두 번째 막에서 시라노는 록산느의 요청으로 그녀를 만난다. 록산느가 그에게 가스코뉴 생도대(시라노가 복무 중인 군부대)의 잘생기고 패기 넘치는 신병 크리스티앙 드 뇌빌레트에게 반했다고 말하자 그는 좌절한다. 그러나 시라노는 크리스티앙이 여자들과 대화할 때 말문이 막힌다는 것을 알게 된다. 록산느에게 자신의 사랑을 간접적으로 고백할 기회를 본 시라노는 크리스티앙에게 제안을 한다. 시라노가 연애 편지를 쓰고, 크리스티앙이 그 편지로 록산느를 유혹하는 것이다. 크리스티앙은 동의한다.
시라노는 크리스티앙을 도와 진심 어린 연애 편지와 시를 쓴다. 록산느는 크리스티앙의 잘생긴 외모뿐만 아니라 그의 뛰어난 언변에 감탄하기 시작한다. 그녀는 결국 그와 사랑에 빠진다. 그러나 오만하고 매우 강력한 나이든 귀족 드 기슈 백작 또한 록산느를 탐낸다. 록산느와 시라노는 록산느와 크리스티앙 사이에 빠른 비밀 결혼을 주선하여 드 기슈의 방문 시도를 좌절시킨다. 이에 대한 복수로 드 기슈는 시라노와 크리스티앙을 포함한 자신의 생도들을 아라스 공성전에서 스페인에 대항하는 군사 임무에 즉시 투입하라고 명령한다.
공성전은 혹독하고 잔인했다. 가스코뉴 생도대는 굶주렸다. 크리스티앙은 시라노가 매일 두 번 적진을 넘어 크리스티앙의 이름으로 서명된 시라노 자신이 쓴 연애 편지를 록산느에게 전달한다는 것을 몰랐다. 이 편지들로 인해 록산느는 파리 시에서 전쟁터로 나와 병사들에게 음식을 가져다준다. 비록 그녀는 크리스티앙을 방문하러 왔지만, 그에게 작가의 영혼과 사랑에 빠졌으며 그가 추하더라도 그 작가를 사랑할 것이라고 고백한다. 크리스티앙은 록산느가 자신을 사랑하는지 시라노를 사랑하는지 알아내려 하고, 시라노에게 알아봐 달라고 부탁한다. 그러나 이어진 전투 중 크리스티앙은 치명상을 입는다. 이 장면은 프랑스군이 전투로 돌아가는 것으로 끝난다.
연극과 영화의 마지막 장면에서, 1654년, 록산느는 수녀원에 들어가 세상을 떠났다. 시라노는 그의 글쓰기로 많은 적을 만들었다. 그는 여전히 자유롭지만 이제는 가난하다. 이 기간 동안 시라노는 매주 록산느를 충실히 방문했지만, 자신의 사랑을 결코 고백하지 않았다. 이날 그의 적들이 그를 공격하여 치명상을 입힌다. 시라노는 그럼에도 불구하고 수녀원에 있는 록산느를 방문한다. 그녀가 크리스티앙의 마지막 편지를 언급하자, 자신의 죽음을 직감한 시라노는 그것을 읽을 수 있는지 묻는다. 록산느는 그에게 편지를 건네고, 그는 감동적으로 읽는다. 시라노가 죽기 직전, 록산느는 자신이 줄곧 그를 사랑해 왔다는 것을 깨닫는다.

## 출연

### 주연
- 제라르 드빠르디유
- 안느 브로쉐

### 조연
- 벵상 뻬레
- 쟈크 웨버

## 기타
- 프로듀서: 르네 클레이망
- 프로듀서: 패트릭 보르디에
- 음향: 피에르 가메
- 미술: 에지오 프리게리오
- 무술지도: 윌리엄 홉스